# Nayabazar
Nayabazar là một thị xã của quận West thuộc bang Sikkim, Ấn Độ.

## Nhân khẩu
Theo điều tra dân số năm 2001 của Ấn Độ, Nayabazar có dân số 996 người. Phái nam chiếm 54% tổng số dân và phái nữ chiếm 46%. Nayabazar có tỷ lệ 65% biết đọc biết viết, cao hơn tỷ lệ trung bình toàn quốc là 59,5%: tỷ lệ cho phái nam là 74%, và tỷ lệ cho phái nữ là 55%. Tại Nayabazar, 16% dân số nhỏ hơn 6 tuổi.